# Vicecaposquadra
Vice capo squadra era un grado della Milizia Volontaria per la Sicurezza Nazionale, corrispondente al caporal maggiore del Regio Esercito, del sottocapo della Regia Marina e del primo aviere della Regia Aeronautica.

Distintivo di grado per vicecaposquadra

Nel 1944, a seguito della proclamazione della Repubblica Sociale Italiana, il Partito Fascista Repubblicano (P.F.R.) si trasformò in organismo di tipo militare costituendo il "Corpo Ausiliario delle Squadre d'Azione delle Camicie Nere", organizzato su base provinciale nelle Brigate Nere, identificando formalmente i suoi iscritti con il termine "camicie nere" (D. Lgs. n. 446/1944-XXII della R.S.I.).
Il grado era superiore a camicia nera scelta e inferiore a caposquadra.